# 장유사
장유사(長遊寺)는 경상남도 김해시 불모산에 있는 절이다.
가락국으로 건너온 인도의 장유화상(長遊和尙)이 48년에 세웠다고 한다. 
절 뒤에 경상남도 문화재 자료 제 31호인 장유화상사 사리탑이 있다.